# Бандеровци
Бандеровците (на украински: бандерівці, на полски: banderowcy, на руски: бандеровцы) – това в тесния смисъл на израза са членове на революционната фракция на Организацията на украинските националисти; също и разговорен термин за украинци, участвали в геноцида на поляците във Волиния и Източна Малка Полша, и извършили антиеврейски погроми. Името идва от фамилията на лидера на ОУН-Б – Степан Бандера (понякога се използва и терминът „бандити“).
В спомените си някои поляци използват термина бандеровци, за да означават извършителите на масовите убийства във Волиния и Източна Малополша, независимо дали са членове на УПА или не. По същия начин терминът „бандеровци“ в здравия смисъл – отнасящ се до партизани от УПА, членове на ОУН-Б или украински милиционери – се използва в спомените на някои евреи. Не е ясно обаче дали името е функционирало в подобен смисъл сред украинците, които също са станали жертва на украински националистически организации, защото не са ги подкрепяли или защото са сътрудничили на НКВД.
Терминът „бандеровци“ се появява и в комунистическата пропаганда, главно в Съветска Украйна и по-рядко в Полша. Примерът на украинските националисти е цитиран по това време, за да се демонстрира превъзходството на комунистическата система над националистическото движение. В пропагандата терминът „бандеровци“ също не се използва в строг смисъл и има унищожителен тон: той служи за дискредитиране и демонизиране на движението, с което се свързва Степан Бандера.

## Произход на термина
Терминът произлиза от името на Степан Бандера (1909 – 1959), ръководител на Организацията на украинските националисти, създадена през 1929 г. като обединение на движения, включително Съюза на украинските фашисти.  Съюзът, известен като ОУН-Б, е участвал в различни зверства, включително убийства на цивилни, повечето от които са етнически поляци. Това е резултат от екстремната полонофобия на организацията, но жертвите включват и други малцинства като евреите и ромите .Терминът „бандеровци“ е използван от самите бандеровци, от други по време на Холокоста и по време на кланетата на поляци във Волиния и Източна Галиция от ОУН-УПА от 1943 – 1944 г. Тези кланета довеждар до смъртта на 80 000 – 100 000 поляци и 10 000 – 15 000 украинци. 
Според Тимъти Д. Снайдер, терминът продължава да се използва (често унизително) за описание на украинските националисти, които симпатизират на фашистката идеология и се смятат за последователи на мита за ОУН-УПА в съвременна Украйна.

## История
Първата операция за убийство, извършена от Организацията на украинските националисти (ОУН) с активното участие на тогава 25-годишния Бандера, е убийството през юни 1934 г. на Бронислав Пиерацки, министър на вътрешните работи на Полша. Бандера лично е предоставил на убиеца оръжието на убийството – пистолет с калибър 7,65 мм.  Следващият му арест и осъждане превръщат Бандера в мигновена легенда сред войнствените украински националисти от Втората полска република. Бандера, който бяга от затвора след германската инвазия в Полша през септември 1939 г., предлага услугите си на нацистка Германия в замяна на постоянна финансова и логистична подкрепа.
На 10 февруари 1941 г. се провежда конференция за ръководството на ОУН в Краков, Полша. От 1939 г. начело на ОУН е поставен Андрий Атанасович Мелник, основателят на ОУН. Той е избран заради по-умерената и прагматична позиция; привържениците му се възхищават на фашизма на Мусолини, но осъждат нацизма. Въпреки това, една по-млада и по-радикална подкрепяща нацизма фракция на ОУН са недоволни. Именно на тази конференция разколът се затвърждава. Този контингент на ОУН, подкрепящ радикалния нацизъм, отказва да приеме Андрий Атанасович Мелник за ръководител на ОУН и вместо това определя Бандера. Това води до разцеплението на ОУН през пролетта на 1941 г. на две групи: ОУН-Б (бандеровци), които са по-войнствени, по-млади и подкрепят Бандера, и ОУН-М (мелниковци), които като цяло са по-възрастни и по-идеологически. През февруари 1941 г., няколко месеца преди нападението на Германия срещу СССР, Бандера става водач (провидник) на фракцията на ОУН-Б, или Бъндеровци. Пет месеца по-късно, през юли 1941 г., самият Бандера е арестуван и изпратен в концлагер в Германия. Там е лежал в затвора до 1944 г.
ОУН-Б формира украински отряди на смъртта, които извършват погроми и кланета както самостоятелно, така и с подкрепата на германците.
За да осигури максимално въздействие на кампанията за систематично етническо прочистване на оспорваната територия, фракцията на ОУН-Б разпространява антисемитска, расистка и фашистка пропаганда сред обикновените селяни и други украинци. : 235 – 236  Подпомогнат от Стецко, Шухевич и Ленкавски (шеф на пропагандата на ОУН-Б), Бандера написа манифест, озаглавен „Украинска национална революция“, който призовава за унищожаване на така наречените етнически врагове. Манифестът информира местните жители как да се държат и включва конкретни инструкции за избиването на евреи, поляци и украински противници на фашизма. : 237 
„По улиците на града се появяват листовки на ОУН. В тях пише: „Изтребвайте поляците, евреите и комунистите безмилостно. Не жали враговете на Украинската национална революция!“
Бандера координира погромите индиректно. Той не е участва в тях; той остава в района на окупирана Холмщина (полска Хелмска земя ) по-на северозапад. : 237 
По-голямата част от погромите, извършени от бандеровците, се случват в Източна Галиция и Волиния, но също и в Буковина.: 237  Най-смъртоносният от тях е извършен в град Лвов от сформираната от ОУН народна милиция с пряко участие на цивилни, в момента на пристигането на германците в окупираната от съветските войски Източна Полша.  Има два погрома в Лвов, извършени в рамките на един месец, и двата продължават няколко дни; първият от 30 юни до 2 юли 1941 г., а вторият от 25 до 29 юли 1941 г.  Първият погром отнема живота на най-малко 4000 евреи.  Следва убийството на 2500 до 3000 евреи от Айнзацгрупа C ,и клането на повече от 2000 полски евреи от украинските екстремисти „Петлюрски дни“.По време на погрома, на 30 юни 1941 г. Бандера обявява суверенна украинска държава в Лвов, а няколко дни по-късно е арестуван от германците, които му се противопоставят. Бандера е изпратен в ареста в Германия. Неговите поддръжници поемат командването на Украинската въстаническа армия две години по-късно, през ноември 1943 г.